# McLeansboro
La ville de McLeansboro est le siège du comté de Hamilton, dans l’Illinois, aux États-Unis. Lors du recensement de 2000, elle comptait 2 945 habitants. Elle a été nommée en hommage à William B. McLean, qui a fait don du terrain sur lequel la ville a été fondée.

## Source
- (en) Cet article est partiellement ou en totalité issu de l’article de Wikipédia en anglais intitulé « McLeansboro, Illinois » (voir la liste des auteurs).